# 23 de novembre
El 23 de novembre o 23 de santandria és el tres-cents vint-i-setè dia de l'any del calendari gregorià i el tres-cents vint-i-vuitè en els anys de traspàs. Queden 38 dies per finalitzar l'any.

## Esdeveniments
Països Catalans
- 1922, Barcelona: es publica el primer número del setmanari humorístic esportiu Xut!.[2]
- 1945, Barcelona: estrena de Garbancito de la Mancha (traduït posteriorment com El cigronet valent), el primer llargmetratge d'animació produït a Catalunya i a Espanya, com també el primer en color de tot Europa.
- 1969, el Vendrell: els Nens del Vendrell descarreguen a la plaça Vella del Vendrell per primera vegada al segle xx el Pilar de 7 amb folre.
- 1983, Alacant: les Corts aproven la Llei d'Ús i Ensenyament del Valencià.
- 2001, Es constitueix l'Associació .CAT per tal de liderar la campanya del .cat per al domini d'Internet de llengua i cultura en català.
- 2004, Saragossa, Aragó: Jesús Moncada i Estruga esdevé el primer escriptor en llengua catalana guardonat amb el Premio de las Letras Aragonesas.[3]

Resta del món
- 1210, Vescomtat de Carcassona: Cau en mans dels croats de Simó de Montfort la fortalesa de Tèrme després d'un setge de quasi 4 mesos.[4]
- 1248, conquesta de Sevilla per les tropes castellanes del rei Ferran III el Sant.
- 1808, Navarra: els espanyols perden la Batalla de Tudela, enfrontament bèl·lic de la Guerra del Francès.
- 1904, Saint Louis (Estats Units): Conclouen els Jocs Olímpics d'Estiu de 1904, oficialment Jocs Olímpics de la III Olimpíada.
- 1924, Nova York (EUA): Es publica al New York Times el descobriment d'Edwin Hubble que la "nebulosa" d'Andròmeda és en realitat una galàxia diferent de la Via Làctia.[5]
- 1963, Regne Unit: s'emet el primer episodi de la cèlebre sèrie de ciència-ficció de la BBC Doctor Who.
- 1995 - Madrid (Espanya): es deroga la Ley de peligrosidad social, vigent des de 1970.
- 2003, Geòrgia: el president Eduard Xevardnadze abandona el país després d'una revolta provocada pel frau en les eleccions celebrades el 2 de novembre.

## Naixements
Països Catalans
- 1850 - Barcelona: Antoni Elias i de Molins, bibliògraf i director de museu català (m. 1909).
- 1863 - Banyuls de la Marenda: François Bassères, metge militar rossellonès (m. 1949).
- 1872 - Barcelona: Isabel Güell i López, compositora catalana.
- 1888 - Molins de Rei: Caterina Casas Maymó, pionera del municipalisme femení (m.1974).[6]
- 1904 - Camprodon: Carme Barnadas i Gorina o Gurina, pintora catalana (m. 1979).[7][8]
- 1922 - Sueca, Ribera Baixa: Joan Fuster i Ortells, assagista valencià (m. 1992).[9]
- 1941 - Saragossa, Luisita Tenor, cantant espanyola de pop dels anys 60.[10]
- 1943 - Vinaròs: Montserrat Bellés, compositora valenciana (m. 1998).[11]

Resta del món
- 912 - Otó I del Sacre Imperi Romano-Germànic, duc de Saxònia, rei d'Alemanya, rei d'Itàlia i emperador (†973).
- 1221 - Toledo, Regne de Castella: Alfons X el Savi, rei de Castella (†1284).
- 1608 - Lisboa: Francisco Manuel de Melo militar i autor polifacètic representant de la literatura barroca peninsular (†1666).
- 1719 - Leipzig: neix el tipògraf i editor musical Johann Immanuel Breitkopf († 1794).
- 1803 - Hampton (Connecticut), Estats Units: Theodore Dwight Weld. Activista a favor dels drets dels afroamericans i abolicionista estatunidenc.
- 1804 - Hillsboro, New Hampshire, Estats Units: Franklin Pierce, militar i 14è president dels EUA (m. 1869)
- 1837 - Johannes Diderik van der Waals, físic holandès, Premi Nobel de Física en 1910 († 1923)
- 1859 - Billy el Nen, bandit estatunidenc (†1881).
- 1867 - Haro: Lucrecia Arana, cantant espanyola (m. 1927).[12]
- 1869 - Copenhaguen (Dinamarca): Valdemar Poulsen, enginyer danès que en 1903 va desenvolupar el telegràfon, contribuint al desenvolupament de la radiodifusió (m. 1942).
- 1876 - Cadis (Andalusia): Manuel de Falla, compositor andalús (m. 1946).[13]
- 1860 - Estocolm (Suècia): Hjalmar Branting, polític suec, Premi Nobel de la Pau de 1921.
- 1887:
  - Camberwell, Londres (Anglaterra): William Henry Pratt conegut amb el nom artístic de Boris Karloff, fou un actor britànic famós pels seus papers en pel·lícules de terror.
  - Weymouth, Dorset, Anglaterra: Henry Moseley, físic anglès, famós per la Llei de Moseley (m. 1915).
- 1888 - Harpo Marx, còmic estatunidenc (†1964).
- 1891 - Sant Petersburg, Imperi Rus: Aleksandr Ródtxenko, pintor avantguardista (†1956).
- 1896 - Dědice (Vyškov), Moràvia del Sud, (Imperi Austrohongarès): Klement Gottwald, polític primer ministre i president de Txecoslovàquia (m. 1953).[14]
- 1898 - Springfield (Massachusetts): Rachel Fuller Brown, química estatunidenca codescobridora de la nistatina (m. 1980).[15]
- 1903 - Almelo, Països Baixos: Cornelia "Kea" Bouman, tennista neerlandesa.
- 1921 - Regne d'Itàlia: Fred Buscaglione, cantant (†1960).
- 1922 - Vilalba, província de Lugo, Espanya: Manuel Fraga Iribarne, polític i diplomàtic espanyol d'extensa carrera, tant durant el franquisme, com durant la transició i l'època democràtica posterior († 2012).
- 1925 - San Salvador: José Napoleón Duarte Fuentes, president d'El Salvador entre 1980 i 1982, i entre 1984 i 1989 (m. 1990).[14]
- 1930 - Funchal, Madeira: Herberto Helder, poeta portuguès (m. 2015).
- 1933 - Dębica, Polònia: Krzysztof Penderecki, compositor polonès (m. 2020).[16]
- 1956 - Sydney, Austràlia: Shane Gould, nedadora australiana guanyadora de cinc medalles olímpiques.
- 1958 - Barranco, Lima (Perú): María Elena Moyano, lluitadora social, dirigent veïnal, assassinada als 33 anys per Sendero Luminoso.
- 1961 - Cabinda, Angola: Amélia da Lomba o Amélia Dalomba, escriptora i periodista angolesa.
- 1962 - Caracas (Veneçuela): Nicolás Maduro, polític veneçolà, President de Veneçuela.
- 1965 - Södertälje, Suècia: Catharina Elmsäter-Svärd, política sueca.
- 1966 - París, França: Vincent Cassel , actor, director i productor de cinema francès.
- 1973 - Uganda: Anita Among, comptable, advocada i política ugandesa.
- 1979 - Rochester, Anglaterra: Kelly Brook, model, actriu, dissenyadora de roba de bany, i presentadora de televisió anglesa.
- 1982 - Spanish Town, Jamaica: Asafa Powell, atleta jamaicà especialista en proves de velocitat.
- 1992 - Nashville, Tennessee, Estats Units: Miley Cyrus, actriu i cantant.

## Necrològiques
Països Catalans
- 1973 - l'Hospitalet de Llobregat: Justa Goicoechea, obrera, política catalana i regidora municipal de l'Hospitalet de Llobregat (n. 1896).[17]
- 2007 - 
  - Barcelona: Paco Candel, escriptor i periodista valencià (n. 1925).
  - Vilassar de Dalt, Maresme: Mercè Bruquetas, actriu catalana.[18]
- 2009 - Campdevànol, Ripollès: Mercè Guix i Passola, jugadora de bàsquet i directiva esportiva catalana (n. 1922).[19]
- 2011 - Bellaterra: Montserrat Figueras, soprano catalana, especialitzada en música antiga.[20]
- 2013 - Portocolom, Mallorca: Miquel Barceló i Perelló, catedràtic mallorquí d'Història medieval de la Universitat Autònoma de Barcelona i expert en les societats andalusines (n. 1939).
- 2019 - Cercedilla: Maria Assumpció Balaguer i Golobart, actriu catalana (n. 1925).[21]
- 2023 - Eivissa: Antoni Marí Calbet, metge i polític eivissenc (n. 1932).[22]

Resta del món
- 693 o 695 - Sint-Truiden, a l'actual Bèlgica: Trudo, sacerdot catòlic i fundador d'una abadia.
- 1535 - Madrid: Beatriz Galindo, anomenada «la Latina», escriptora i humanista castellana.
- 1612 - Praga - Elizabeth Jane Weston, poeta anglotxeca, coneguda per la seva poesia neollatina.
- 1826 - Berlín, Alemanya: Johann Elert Bode, astrònom alemany (n. 1747).
- 1905 - Innsbruck, Imperi Austrohongarès: Otto Stolz, matemàtic
- 1942 - Dublín, Irlanda: Peadar Kearney, escriptor, compositor i poeta irlandès (n. 1883).
- 1957 - Nova York, EUA: Elia Abu Madi, poeta estatunidenc d'origen libanès.
- 1973 - Los Angeles, Califòrnia: Adele Buffington, guionista estatunidenca (n. 1900).[23]
- 1976 - Créteil, França: André Malraux, escriptor, aventurer i polític francès (n. 1901).
- 1979 - Malibú, EUA: Merle Oberon, actriu de cinema britànica (n. 1911).
- 1990 - Oxford, (Anglaterra): Roald Dahl, novel·lista, escriptor de contes i guionista gal·lès. (n. 1916).
- 1991 - Lagunitas, Califòrnia: Klaus Kinski, actor alemany (n. 1926).
- 1995 - Los Angeles, Califòrnia (EUA): Louis Malle, director, guionista i productor de cinema francès (n. 1932).
- 2006 - Londres - Anglaterra, Aleksandr Litvinenko, ex-agent del KGB (n. 1962).
- 2012 - Dallas, EUA, Larry Hagman, actor nord-americà (n. 1931).
- 2015 - Montevideo, Uruguai: Beatriz Lockhart, compositora, pianista i docent uruguaiana,
- 2016 - Madrid, Espanya, Rita Barberá, política espanyola del Partit Popular (n.1948)

## Festes i commemoracions
- Dia de la Xicoira segons el calendari republicà francès.
- Santoral: sant Amfíloc, màrtir; Climent I, papa; Gregori II d'Agrigent, bisbe; Columbà, abat; Felicitas de Roma, màrtir; Lucrècia de Mèrida, màrtir; Trudó, abat; Vulfetruda de Nivelles, abadessa; Alexandre Nevski (ortodoxos); beata Margarida de Savoia (1390-1464).